# Katharina Heyer
Katharina Heyer (25 aprile 1983) è un'attrice tedesca.

## Filmografia
- In aller Freundschaft - serie TV (2007)
- Inga Lindström - serie TV (2012)
- SOKO Wismar - serie TV (2012)
- Josy Klick - serie TV (2014)
- Squadra Speciale Cobra 11 - serie TV (2016)
- Squadra Speciale Vienna - serie TV (1 episodio) (2016)
- Squadra Speciale Colonia - serie TV (2 episodi) (2016-2021)
- 14º Distretto - serie TV (1 episodio) (2018)
- Il commissario Dupin - serie TV (1 episodio) (2018)
- Ultima traccia: Berlino - serie TV (2018)
- Il commissario Lanz - serie TV (2018)
- Hanna  - serie TV (3 episodi) (2019)
- Soko 5113 - serie TV (2019)
- La nave dei sogni - serie TV (1 episodio) (2019)
- Squadra speciale Lipsia - serie TV (2 episodi) (2021)
- Stubbe - Von Fall zu Fall - serie TV (2022)
- In aller Freundschaft - Die jungen Ärzte - serie TV (1 episodio) (2022)
- Barbari  - serie TV (2022)
- Der Scheich - serie TV (2022)
- Il Grifone - serie TV (2023)
- SOKO Potsdam - serie TV (1 episodio) (2023)
- Lena Lorenz - serie TV (1 episodio) (2023)

## Doppiatori italiani
Nelle versioni in italiano delle opere in cui ha recitato, Katharina Heyer è stata sostituita da:
- Marisa Della Pasqua in Der Scheich